# Møllehøj
Møllehøj – najwyższe naturalne wzniesienie kontynentalnej Danii (170,86 m). Najwyższy oficjalnie uznany punkt Danii to Yding Skovhøj, który osiąga 172,54 m. Jednak na szczycie Yding Skovhøj znajduje się kurhan z epoki brązu, bez którego wzniesienie to ma jedynie 170,77 m. Møllehøj jest wyższy jedynie o 9 cm.